# Калатафими-Седжеста
Калатафими-Седжеста (итал. Calatafimi-Segesta) — коммуна в Италии, располагается в регионе Сицилия, подчиняется административному центру Трапани.
Именно с Калатафими началась оккупация Сицилии войсками династии Аглабидов.
Ныне население составляет 7423 человека, плотность населения составляет 48 чел./км². Занимает площадь 154 км². Почтовый индекс — 91013. Телефонный код — 0924.
В коммуне особо почитаются Крест Господень и Пресвятая Богородица (Maria Santissima di Giubino), празднование 3 мая.